# Dasylirion
Dasylirion ist eine Pflanzengattung, die zur Familie der Spargelgewächse (Asparagaceae) gehört. Der botanische Name leitet sich von den griechischen Worten dasys für ‚dicht‘, ‚rau‘, ‚struppig‘ und leirion für ‚Lilie‘ ab und wurde vermutlich wegen der langen, ungeordneten Blätter gewählt.

## Beschreibung

### Vegetative Merkmale
Die Arten der Gattung Dasylirion  sind niedrig bleibende, stammbildende, ausdauernde Sträucher. Am Ende der dicken, unverzweigten Stämme, stehen endständig die Laubblätter in Rosetten zusammen. Manchmal sind die Blattrosetten mehr oder weniger stammlos. Die Blätter sind linealisch, hart und faserig. Ihr Rand ist fein gesägt oder stachelig oder unbewehrt.

### Generative Merkmale
Der verlängerte Blütenstand ist rispig, hat auffällige Brakteen und wird bis 6 Meter hoch. Der Blütenstiel ist an der Blütenbasis gegliedert. Die kleine, ausdauernde Blütenhülle ist weißlich. Die sechs Staubblätter sind bei weiblichen Blüten verkümmert. Der Fruchtknoten trägt zwei bis drei Samenanlagen. Der sehr kurze Griffel ist aufrecht. Die dünnwandigen Früchte sind kleine Kapseln, die nur einen Samen enthalten.

## Verbreitung
Die Gattung Dasylirion ist in Mexiko und im Süden der Vereinigten Staaten von Meereshöhe bis in Höhenlagen von 3000 Metern verbreitet. Die meisten Arten sind in Mexiko heimisch. Sie wachsen in den Bundesstaaten Chihuahua, Coahuila, Nuevo León, Tamaulipas, San Luis Potosí, Durango, Sonora, Hidalgo, Puebla, Querétaro, Oaxaca, Aguascalientes, Zacatecas, Guanajuato, Jalisco, Guerrero und México. Im Süden der Vereinigten Staaten umfasst das Verbreitungsgebiet die Bundesstaaten New Mexico, Arizona und Texas. 
Standorte sind trockene Waldgebiete und Buschformationen, Steppengebiete, im Grasland ebenso wie an steinigen, flachen oder steilen Hängen, mit kalkhaltigem oder vulkanischem Untergrund und auf Gipsdünen. 

## Systematik

### Äußere Systematik
Dasylirion gehört zur Tribus Nolineae aus der Unterfamilie der Nolinoideae in der Familie der Spargelgewächse (Asparagaceae) innerhalb der Einkeimblättrigen Pflanzen (Monokotyledonen). Phylogenetische Untersuchungen bestätigten die bereits von William Trelease vermutete nahe Verwandtschaft mit den Gattungen Beaucarnea, Calibanus und Nolina:
|  | Dasylirion                                               |
|  |                                                          |
|  | \| \| Beaucarnea \| \| \| \| \| \| Calibanus \| \| \| \| |
|  |                                                          |
|  | Beaucarnea                                               |
|  |                                                          |
|  | Calibanus                                                |
|  |                                                          |

|  | Beaucarnea |
|  |            |
|  | Calibanus  |
|  |            |

|  | Nolina |
|  |        |

|  | Dasylirion                                               |
|  |                                                          |
|  | \| \| Beaucarnea \| \| \| \| \| \| Calibanus \| \| \| \| |
|  |                                                          |
|  | Beaucarnea                                               |
|  |                                                          |
|  | Calibanus                                                |
|  |                                                          |

|  | Beaucarnea |
|  |            |
|  | Calibanus  |
|  |            |

|  | Nolina |
|  |        |

Alle vier Gattungen besitzen schmale, faserige Laubblätter, kleine, eingeschlechtige Blüten und trockene, kapselähnliche Früchte, die ein bis drei Samen enthalten. Sie unterscheiden sich vor allem in der Morphologie der Früchte. Nolina hat Früchte mit drei gut ausgebildeten Kammern und meist drei Samen. Calibanus hat ebenfalls dreikammerige Früchte, aber nur eine der drei Samenanlagen reift zu einem Samen heran und zerdrückt dabei die beiden anderen Kammern. Beaucarnea und Dasylirion bilden dreiflügelige Früchte mit nur einer Kammer und einem Samen. Dasylirion lässt sich leicht durch die spitzen Stacheln an den Blatträndern unterscheiden.

### Innere Systematik

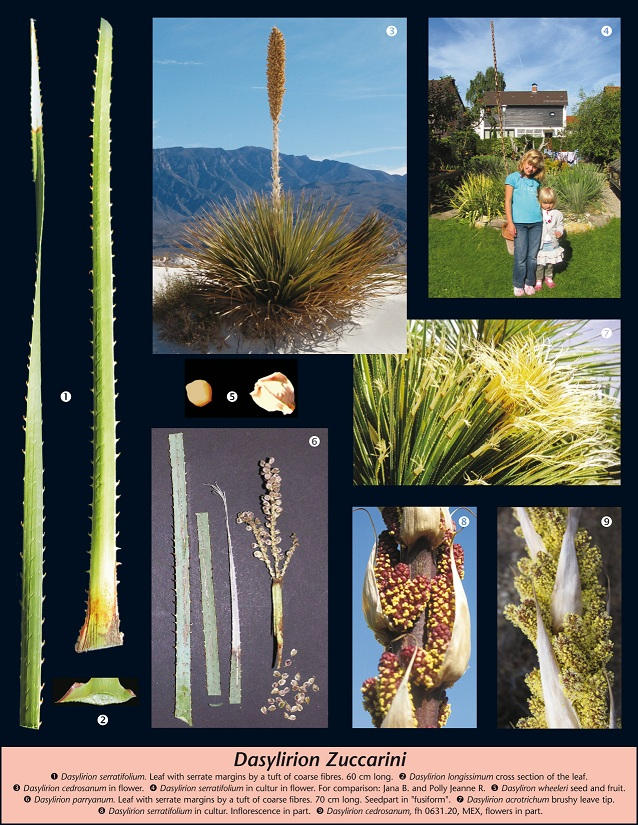
Dasylirion

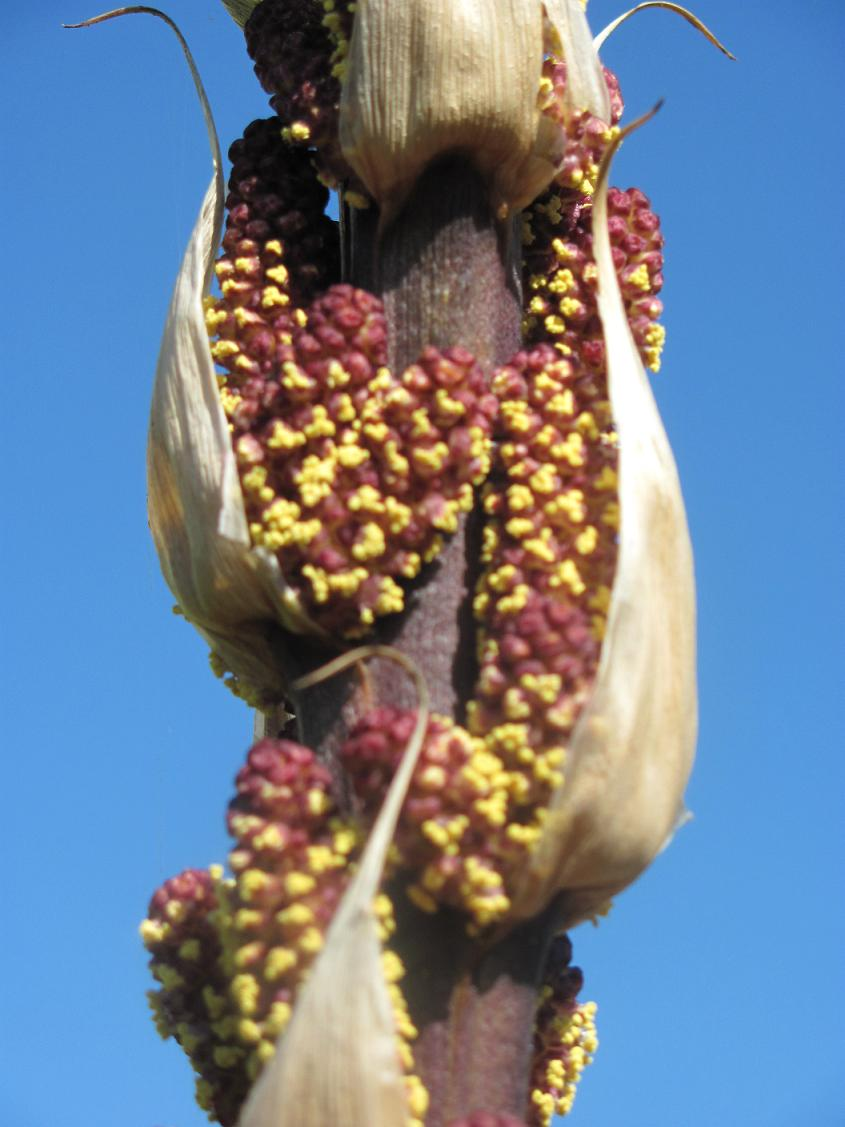
Ausschnitt aus dem Blütenstand von Dasylirion serratifolium

Die Erstbeschreibung der Gattung erfolgte 1838 durch Joseph Gerhard Zuccarini. William Trelease gliederte die Gattung 1911 in die beiden Sektionen Dasylirion und Quadrangulatae. Fritz Hochstätter fügte 2011 die Sektion Glaucophylla hinzu.
Die Gattung Dasylirion ist nur unzureichend bekannt. Nach Fritz Hochstätter (2011) gehören zu ihr die folgenden Arten:
- Sektion Dasylirion
  - Dasylirion graminifolium (Zucc.) Zucc.
  - Dasylirion acrotrichum (Schiede) Zucc.
  - Dasylirion parryanum Trel.
  - Dasylirion leiophyllum Engelm. ex Trel.
  - Dasylirion lucidum Rose
  - Dasylirion serratifolium (Karw. ex Schult. & Schult.f.) Zucc.
  - Dasylirion texanum Scheele
  - Dasylirion simplex Trel.
  - Dasylirion gentryi Bogler
- Sektion Quadrangulata (Trel.) K.Krause 
  - Dasylirion longissimum Lem.
  - Dasylirion miquihuanense Bogler
  - Dasylirion treleasei (Bogler) Hochstätter
  - Dasylirion quadrangulatum S.Watson
- Sektion Glaucophylla Hochstätter 
  - Dasylirion glaucophyllum Hook.
  - Dasylirion occidentalis Bogler ex Hochstätter
  - Dasylirion cedrosanum Trel.
  - Dasylirion berlandieri S.Watson
  - Dasylirion palaciosii Rzed.
  - Dasylirion longistylum J.F.Macbr.
  - Dasylirion durangense Trel.
  - Dasylirion sereke Bogler
  - Dasylirion wheeleri S.Watson ex Rothr.

## Nachweise